# Lista de prefeitos de Crissiumal
Esta é a lista de prefeitos e vice-prefeitos de Crissiumal, município brasileiro do interior do estado do Rio Grande do Sul.
| Nº | Nome                   | Partido   | Vice-prefeito                                          | Início do mandato       | Fim do mandato         | Observações                                                  |
| 1  | Lauro Pedro Thomas     |           | Antenor Ellias da Motta                                | 28 de fevereiro de 1955 | 31 de dezembro de 1959 | Prefeito e vice eleitos                                      |
| 2  | Alcido Brust           | PTB       | Ignácio Scheid (PRP)                                   | 1.º de janeiro de 1960  | 31 de dezembro de 1963 | Prefeito e vice eleitos                                      |
| 3  | Pedro Harry Hoffmann   |           | Ruthy Feix                                             | 1.º de janeiro de 1964  | 30 de janeiro de 1969  | Prefeito e vice eleitos                                      |
| 4  | Benno Bender           | ARENA     | —                                                      | 31 de janeiro de 1969   | 9 de agosto de 1975    | Prefeito nomeado                                             |
| 5  | Pedro Osvaldo Scheid   | ARENA     | —                                                      | 9 de agosto de 1975     | 1.º de agosto de 1980  | Prefeito nomeado                                             |
| 6  | Carlos Willy Grün      | ARENA/PDS | —                                                      | 1.º de agosto de 1980   | 1.º de janeiro de 1986 | Prefeito nomeado                                             |
| 7  | Henrique Ebeling       | PMDB      | Luiz de Rosso                                          | 1.º de janeiro de 1986  | 1.º de janeiro de 1989 | Prefeito e vice eleitos                                      |
| 8  | Luiz de Rosso          | PDT       | Benno Bender                                           | 1.º de janeiro de 1989  | 31 de dezembro de 1992 | Prefeito e vice eleitos                                      |
| 9  | Henrique Ebeling       | PMDB      | Mário Schwingel                                        | 1.º de janeiro de 1993  | 31 de dezembro de 1996 | Prefeito e vice eleitos                                      |
| 10 | Alvício Pereira Duarte | PPB       | Walter Luiz Heck                                       | 1.º de janeiro de 1997  | 31 de dezembro de 2000 | Prefeito e vice eleitos                                      |
| 11 | Walter Luiz Heck       | PPB       | Ivo Roque Kroetz (PPB)                                 | 1.º de janeiro de 2001  | 31 de dezembro de 2004 | Prefeito e vice eleitos                                      |
| 11 | Walter Luiz Heck       | PPB       | Carlos Alberto Pereira de Figueiredo (PMDB)            | 1.º de janeiro de 2005  | 31 de dezembro de 2008 | Prefeito reeleito e vice eleito                              |
| 12 | Sérgio Drumm           | PDT       | Carlos Ernesto Grun (PT)                               | 1.º de janeiro de 2009  | 31 de dezembro de 2012 | Prefeito e vice eleitos                                      |
| 13 | Walter Luiz Heck       | PSB       | Ivano Adelar Zorzo (PP)                                | 1.º de janeiro de 2013  | 3 de fevereiro de 2015 | Prefeito e vice eleitos cassados por decisão judicial        |
| —  | Renato Klafke Saling   | PSB       | —                                                      | 4 de fevereiro de 2015  | 6 de julho de 2015     | Prefeito interino Presidente da Câmara de Vereadores         |
| 14 | Roberto Bergmann Beto  | PMDB      | Elísio Antonio Eckert, Magrão (PSB)                    | 7 de julho de 2015      | 31 de dezembro de 2016 | Prefeito e vice eleitos em eleição suplementar de 14.06.2015 |
| 14 | Roberto Bergmann Beto  | PMDB      | Elísio Antonio Eckert, Magrão (PSB)                    | 1.º de janeiro de 2017  | 31 de dezembro de 2020 | Prefeito e vice reeleitos                                    |
| 15 | Marco Aurélio Nedel    | PODE      | Otávio Luiz Wehrmeier (PODE) até 2022, (REP) após 2022 | 1.º de janeiro de 2021  | 31 de dezembro de 2024 | Prefeito e vice eleitos                                      |
| 15 | Marco Aurélio Nedel    | PL        | Otávio Luiz Wehrmeier (PODE) até 2022, (REP) após 2022 | 1.º de janeiro de 2025  | Atualidade             | Prefeito e vice reeleitos                                    |

Legenda
| cor   | significado                                                                                  |
| verde | mandatários eleitos por votação direta ou indireta (pela câmara municipal)                   |
| bege  | mandatários nomeados diretamente pelo governo central em épocas de convulsão político-social |